# Eucalyptus fibrosa
Eucalyptus fibrosa é uma espécie de árvore de médio a grande porte endêmica do leste da Austrália. Possui casca cinza a preta, folhas adultas lanceoladas a ovadas, gomos florais em grupos de sete a onze, flores brancas e frutos cônicos.

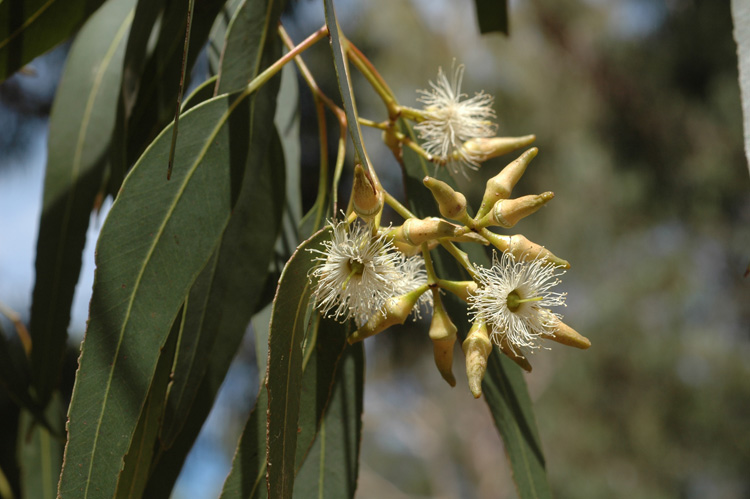
Gomos e flores.

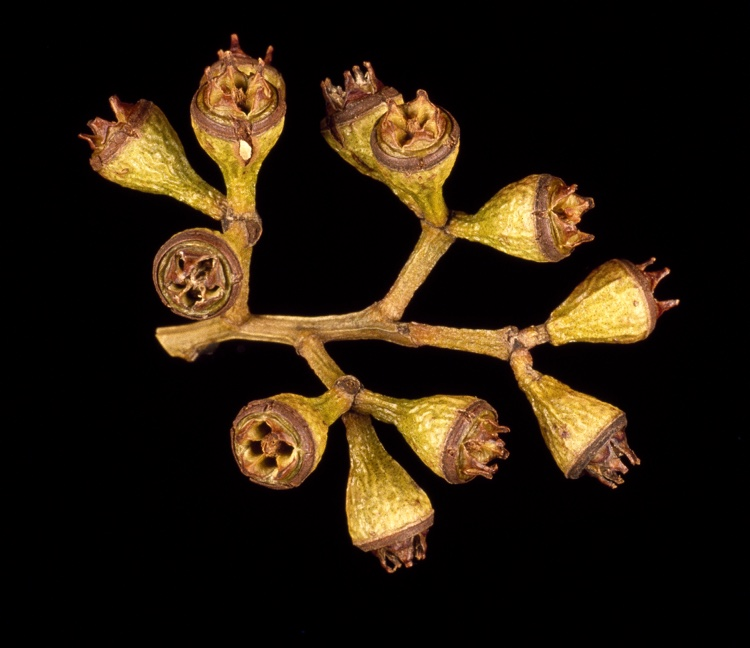
Frutos.

## Descrição
O Eucalyptus fibrosa é uma árvore que geralmente atinge 35 m de altura e desenvolve um lignotúber. Apresenta uma casca áspera, cinza a preta, por vezes escamosa, que cobre desde a base do tronco até os ramos mais finos. As plantas jovens e os brotos de talhadia têm folhas pecioladas, ovadas a mais ou menos triangulares ou arredondadas, medindo de 80 a 200 mm de comprimento e de 45 a 140 mm de largura, com uma tonalidade de verde ligeiramente mais clara em um dos lados. As folhas adultas são lanceoladas a ovadas, com a mesma cor verde em ambos os lados, de 85 a 180 mm de comprimento e 15 a 45 mm de largura, sustentadas por um pecíolo de 13 a 30 mm. Os gomos florais aparecem nas extremidades dos ramos, em grupos de sete, nove ou onze, dispostos em um pedúnculo ramificado de 9 a 20 mm de comprimento, com cada botão sustentado por pedicelos de 2 a 8 mm. Os gomos maduros têm formato fusiforme, com 8 a 17 mm de comprimento e 3 a 5 mm de largura, e uma caliptra cônica a corniforme. A floração foi registrada em vários meses, produzindo flores brancas. O fruto é uma cápsula lenhosa cônica, com 5 a 10 mm de comprimento e largura, e válvulas próximas ao nível da borda.
Outras espécies que ocorrem na mesma região, como Eucalyptus siderophloia [en], Eucalyptus rhombica [en] e Eucalyptus decorticans [en], são semelhantes, mas possuem gomos e frutos menores, além de uma caliptra bem mais curta que o do E. fibrosa.

## Taxonomia e nomenclatura
O Eucalyptus fibrosa foi descrito formalmente em 1859 pelo botânico estadual de Victoria, Ferdinand von Mueller, a partir de uma coleta no rio Brisbane [en]. A descrição foi publicada no Journal and Proceedings of the Linnean Society, Botany. O epíteto específico (fibrosa) aparentemente se refere à casca.
Em 1962, Lawrence Alexander Sidney Johnson e Robert Henry Anderson [en] descreveram duas subespécies, cujos nomes foram aceitos pelo Censo Australiano de Plantas [en]:
- Eucalyptus fibrosa F.Muell. subsp. fibrosa;[7]

- Eucalyptus fibrosa subsp. nubilis, (Maiden & Blakely) L.A.S.Johnson[8], que difere do autônimo por apresentar gomos e frutos glaucosos.[9] Essa subespécie já foi conhecida como Eucalyptus nubilis Maiden & Blakely [en].

## Distribuição e habitat
O Eucalyptus fibrosa cresce em florestas sobre solos rasos e relativamente pouco férteis. É amplamente distribuído na costa, planaltos e áreas próximas do interior, desde a região próxima a Rockhampton [en], em Queensland, até Moruya [en], em Nova Gales do Sul.

## Conservação
Essa espécie é classificada como "pouco preocupante" sob a Lei de Conservação da Natureza de 1992 do governo de Queensland.

### Galeria

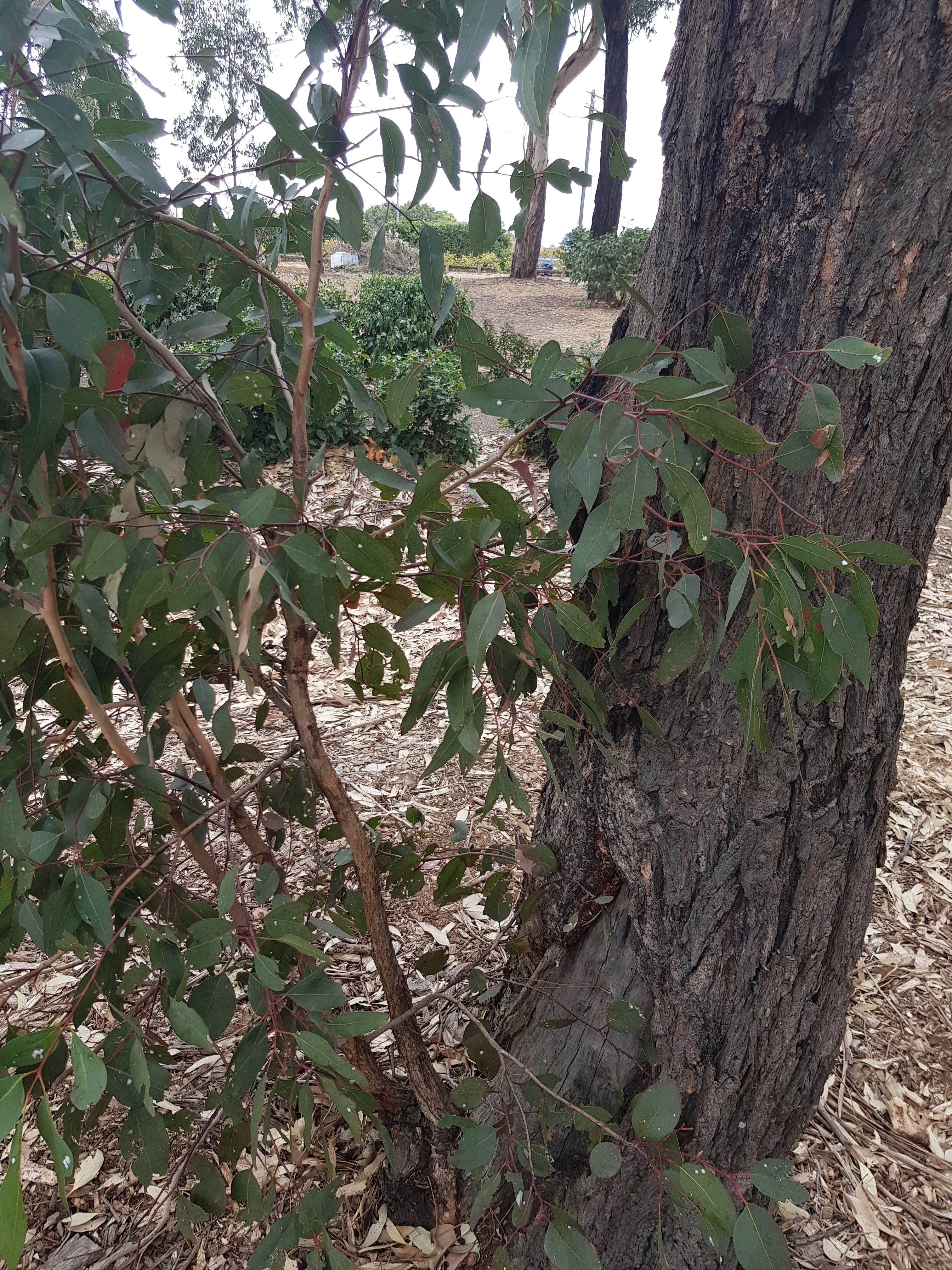
Tronco e rebrotas com folhas intermediárias em Wiley Park [en]
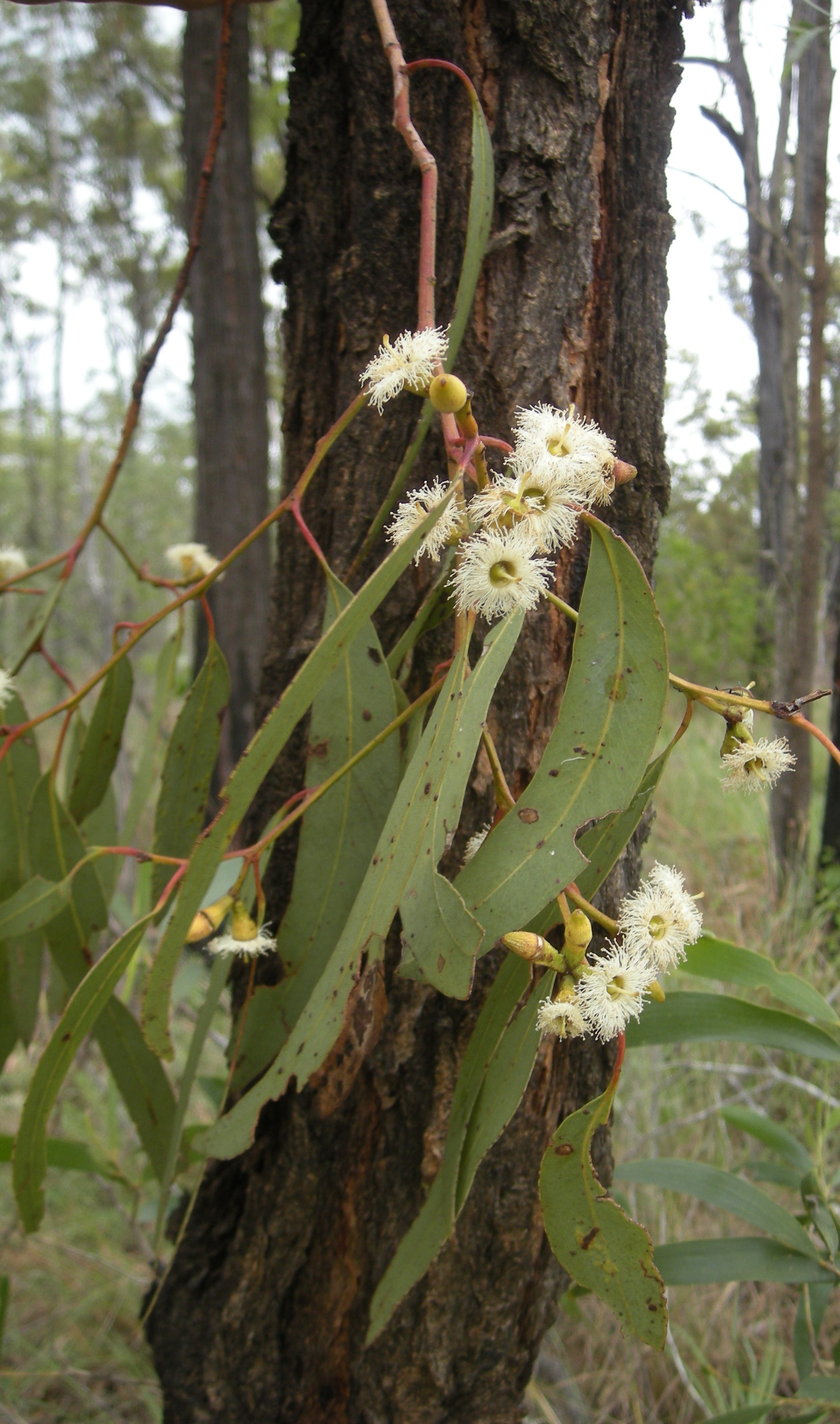
Flores e botões